# Everyday sunshine line!
『Everyday sunshine line!』（エブリデイ サンシャイン ライン）是麻生夏子的第4張單曲。於2010年5月12日由Lantis發行。

## 概要
- 被本作品收錄的「Teadrop of Rain」是麻生夏子第一次作詞的歌曲。

## 收錄曲
1. Everyday sunshine line!
  - 作詞:こだまさおり、作曲:關野元規、編曲:TSUKASA（Sound Online）
  - 電視動畫『最後大魔王』主題曲
2. Teadrop of Rain
  - 作詞:麻生夏子、作曲:水口浩次、編曲:酒井陽一
3. Everyday sunshine line!（Instrumental）
4. Teadrop of Rain（Instrumental）

## 相關項目
- REALOVE:REALIFE（『最後大魔王』主題曲）

## 外部連結
- Everyday sunshine line！（页面存档备份，存于） - Lantis
- 最後大魔王（页面存档备份，存于）